# 德金那县
德金那县，是缅甸内比都联邦区历史上的一个县份。

## 历史沿革
2013年1月，内比都县分为欧塔拉县和德金那县2县。德金那县下辖德金那提里镇区、莱韦镇区、彬马那镇区和萨布提里镇区4个镇区。2022年4月30日，缅甸政府将德金那县分设为莱韦县和彬马那县。

## 行政区划
2022年，德金那县下辖德金那提里镇区、莱韦镇区、彬马那镇区和萨布提里镇区4个镇区。